# Canton de Saint-Sever
Le canton de Saint-Sever est une ancienne division administrative française située dans le département des Landes et la région Aquitaine. Il a été supprimé par le nouveau découpage cantonal entré en vigueur en 2015.

## Géographie
Ce canton était organisé autour de Saint-Sever dans l'arrondissement de Mont-de-Marsan. Son altitude variait de 21 m (Cauna) à 166 m (Montsoué) pour une altitude moyenne de 99 m.

## Administration

### Conseillers généraux de 1833 à 2015
| Période | Période      | Identité                                   | Étiquette          | Qualité |
| ------- | ------------ | ------------------------------------------ | ------------------ | --- |
| 1833    | 1848         | Louis Lamarque                             |                    | Avocat, propriétaire, maire de Saint-Sever                                                                     |
| 1848    | 1871         | Arnaud Siméon Castandet                    |                    | Avocat puis Président du Tribunal civil de Saint-Sever                                                         |
| 1871    | 1877         | Victor Lefranc                             | Centre gauche      | Avocat, ministre (1871-1872) Député (1848-1851 et 1871-1877) Sénateur (1881-1883) Président du Conseil général |
| 1877    | 1883         | Aimé Henri Faton de Favernay               | Droite Monarchiste | Ancien sous-préfet Propriétaire-exploitant à Saint-Sever Député en 1885 (invalidé)                             |
| 1883    | 1889         | Luc Pierre Eugène Ducrey                   | Républicain        | Conseiller maître à la Cour des comptes, Montsoué                                                              |
| 1889    | 1894 (décès) | Gustave Dubedout                           | Droite             | Avocat puis magistrat Maire de Saint-Sever (1859-1865 et 1884-1894)                                            |
| 1894    | 1901         | Frédéric Lemée                             | Républicain        | Docteur en médecine                                                                                            |
| 1901    | 1913         | Bertrand de Galard Marquis de l'Isle-Bozon | Républicain rallié | Maire d'Audignon, conseiller d'arrondissement                                                                  |
| 1913    | 1925 (décès) | Jacques Sentex                             | Républicain        | Médecin à Saint-Sever, conseiller d'arrondissement                                                             |
| 1925    | 1937         | Albert Larrède                             | PRS                | Maire de Saint-Sever (1929-1941 et 1944-1945), conseiller d'arrondissement                                     |
| 1937    | 1940         | Jean-Louis Fournier                        | SFIO               | Médecin Adjoint au maire de Saint-Sever, conseiller d'arrondissement Nommé conseiller départemental en 1943    |
|         |              |                                            |                    | |
| 1945    | 1968 (décès) | Jean-Louis Fournier                        | SFIO               | Chirurgien Sénateur de 1955 à 1965 Maire de Saint-Sever (1945-1965)                                            |
| 1968    | 1982         | Michel Fournier (fils du précédent)        | SFIO puis DVG      | Chirurgien |
| 1982    | 2001         | Jean-Claude Brethes                        | PS                 | Gérant d'entreprises Maire de Saint-Sever (1989-2001)                                                          |
| 2001    | 2015         | Jean-Pierre Dalm                           | DVG, PS puis SE    | Médecin Maire de Saint-Sever (2001-2014) Président de la communauté de communes du Cap de Gascogne (2008-2014) |

### Conseillers d'arrondissement (de 1833 à 1940)
Le canton de Saint-Sever avait deux conseillers d'arrondissement.
Il appartenait à l'arrondissement de Saint-Sever jusqu'à sa disparition en 1926.
| Période                                  | Période      | Identité                                                        | Étiquette               | Qualité |
| ---------------------------------------- | ------------ | --------------------------------------------------------------- | ----------------------- | --- |
| 1833                                     | 1842         | Pierre Brethous-Peyron                                          | Majorité ministérielle  | Juge à Saint-Sever, député (1832-1834)                                                                      |
| 1833                                     | 1833 (décès) | Pierre Dufourcq (1773-1833)                                     |                         | Ancien Sous-Préfet, propriétaire à Saint-Sever                                                              |
| 1833                                     | 1848         | Pierre Dubedout (1796-1856)                                     |                         | Médecin à Saint-Sever                                                                                       |
| 1842                                     | 1848         | Marie Joseph Alphonse Baron de Basquiat-Toulouzette (1808-1873) |                         | Propriétaire à Saint-Sever                                                                                  |
|                                          |              |                                                                 |                         | |
| 1889                                     | 1901         | Marquis Bertrand de Galard de l'Isle-Bozon                      | Républicain rallié      | Maire d'Audignon                                                                                            |
| 1889                                     | 1895         | Louis Sentex (1841-1910)                                        | Droite                  | Médecin à Saint-Sever                                                                                       |
| 1895                                     |              | M. Huc                                                          | Républicain             | |
| 1904                                     | 1910         | Eugène Lafaurie                                                 | Conservateur            | Rentier à Saint-Sever                                                                                       |
| 1904                                     | 1919         | Auguste Grandin de l'Éprevier (1864-1944)                       | Conservateur            | Capitaine de cavalerie, propriétaire du château de Fleurus, maire de Saint-Sever                            |
| 1910                                     | 1913         | Jacques Sentex (1874-1923, fils de L.Sentex)                    | Républicain             | Médecin à Saint-Sever                                                                                       |
|                                          |              |                                                                 |                         | |
| 1919                                     |              | Louis Lemée                                                     | Républicain             | Propriétaire à Saint-Sever                                                                                  |
| 1919                                     | 1925         | Albert Larrède                                                  | Républicain démocrate   | Propriétaire à Saint-Sever                                                                                  |
| 1934                                     | 1937         | Jean-Louis Fournier                                             | SFIO                    | Médecin Adjoint au maire de Saint-Sever                                                                     |
| 1937                                     | 1940         | Émile Sarbos                                                    | Rassemblement populaire | Conseiller municipal de Saint-Sever                                                                         |
| 1940                                     |              |                                                                 |                         | Les conseils d'arrondissement ont été suspendus par la loi du 12 octobre 1940 et n'ont jamais été réactivés |
| Les données manquantes sont à compléter. |              |                                                                 |                         | |

## Composition
Le canton de Saint-Sever groupait quatorze communes et comptait 9 860 habitants (population municipale au 1er janvier 2007).
| Communes      | Population (2012) | Code postal | Code Insee |
| ------------- | ----------------- | ----------- | ---------- |
| Audignon      | 337               | 40500       | 40017      |
| Aurice        | 649               | 40500       | 40020      |
| Banos         | 239               | 40500       | 40024      |
| Bas-Mauco     | 302               | 40500       | 40026      |
| Cauna         | 404               | 40500       | 40076      |
| Coudures      | 428               | 40500       | 40086      |
| Dumes         | 255               | 40500       | 40092      |
| Eyres-Moncube | 371               | 40500       | 40098      |
| Fargues       | 307               | 40500       | 40099      |
| Montaut       | 562               | 40500       | 40191      |
| Montgaillard  | 561               | 40500       | 40195      |
| Montsoué      | 565               | 40500       | 40196      |
| Saint-Sever   | 4 685             | 40500       | 40282      |
| Sarraziet     | 195               | 40500       | 40289      |

## Démographie
| 1962  | 1968  | 1975  | 1982  | 1990  | 1999  | 2006  | 2007  | - |
| ----- | ----- | ----- | ----- | ----- | ----- | ----- | ----- | - |
| 8 621 | 9 254 | 9 221 | 9 070 | 9 189 | 9 226 | 9 769 | 9 860 | - |